# Surinams presidentpalats
Surinams presidentpalats (nederländska: presidentieel paleis van de Republiek Suriname), tidigare Surinams guvernörspalats, är det officiella residenset för Surinams president. Det ligger i huvudstaden Paramaribo och är en del av världsarvet Paramaribos historiska centrum.
Den första byggnaden på platsen byggdes troligen i slutet av 1600-talet. På en ritning från 1712 visas en fyrkantig byggnad av trä med två våningar. Omkring 1730 lät guvernör Carel Emilius Henry de Cheusses bygga ett nytt tvåvåningshus av tegel med en övervåning av trä.
Residenset har byggts om och utökats   vid flera tillfällen. Det var säte för den nederländska guvernören i kolonin Surinam och senare självstyrande området inom Konungariket Nederländerna tills landet blev självständigt år 1975. 
Alla Surinams presidenter har använt residenset som bostad fram till 1987. Numera används det till representation, mottagningar och fester. Vid en renovering 2015 byttes det nederländska västindiska kompaniets vapen på gaveln ut mot   
Surinams riksvapen. Den nya utsmyckningen invigdes den 1 juli 2015 på årsdagen av avskaffandet av slaveriet i Surinam 1863.